# Asmus Diemer
Asmus Diemer (19. august 1871 i Tønder-28. januar 1933) var en dansk fodboldspiller, senere cand. theol. og sportsjournalist.
Diemer var på Akademisk Boldklubs hold som vandt datidens vigtigste danske turnering Fodboldturneringen 1893-94, 1894-95, 1895-96 og 1898-99.
Diemer tog teologisk embedseksamen 1896 og begynde derefter at arbejde som lærer ved kommuneskoler i København. 1913 blev han ansat som sportsjournalist på Berlingske Tidende
Diemer var gift med Inger Diemer formand for Kvindelig Idrætsforening 1909-1920. Hun var datter af nationalbankdirektør Marcus Rubin.